# Cunard Building
Le Cunard Building est un bâtiment classé situé à Liverpool, en Angleterre. Il a été construit entre 1914 et 1916 sur Pier Head, aux côtés du Port of Liverpool Building et du Royal Liver Building. C'est l'ancien siège de la Cunard Line.